# Zajki
Zajki – wieś w Polsce położona w województwie podlaskim, w powiecie monieckim, w gminie Trzcianne.
W latach 1975–1998 miejscowość administracyjnie należała do województwa białostockiego.
Wierni kościoła rzymskokatolickiego należą do parafii Najświętszego Serca Pana Jezusa w Laskowcu.